# Оксамитник фіолетовий
Оксамитник фіолетовий (Hyliota violacea) — вид горобцеподібних птахів родини Hyliotidae.

## Поширення
Вид поширений у Західній та Центральній Африці від Гвінеї до Руанди. Трапляється у тропічних та субтропічних дощових лісах.

## Опис
Невеликий птах, 13 см завдовжки та вагою 14-17 г. Голова та спина темно-пурпурового забарвлення. Крила та хвіст сіро-блакитні. Горло та груди вохряно-жовті. Черево, боки та підхвістя бежеві. Самці забарвлені яскравіше ніж самиці. Дзьоб і ноги чорні.

## Спосіб життя
Трапляються поодинці або парами. Поживу шукають під пологом лісу. Живляться комахами, їхніми личинками та іншими безхребетними. На час розмноження стають територіальними. Розмножуються у травні-липні. Утворюють моногамні пари. Гніздо будують високо серед гілок дерев. Самиці самостійно будують гніздо та насиджують яйця. Під час насиджування самець підгодовує самицю. Доглядають за потомством обидва батьки. Пташенята стають самостійними через півтора місяця після вилуплення.